# Chegutu
Chegutu (ex-Hartley) est une ville du Zimbabwe située dans la province du Mashonaland Occidental. Sa population est estimée à 50 360 habitants en 2007.
Chegutu fut fondée à la fin du XIXe siècle sous le nom de Hartley baptisé ainsi par les colons britanniques en l'honneur du chasseur et explorateur, Henry Hartley. Situé dans une zone aurifère importante, le village d'Hartley fut relié au chemin de fer dès 1901.
La ville prit son nom actuel en 1982.

## Personnalités liées
- Rick Cosnett, acteur y est né en 1983 ;
- Fidelis Mhashu, homme politique y est né en 1942.

## Source
- (en) Cet article est partiellement ou en totalité issu de l’article de Wikipédia en anglais intitulé « Chegutu » (voir la liste des auteurs).